# Itbay

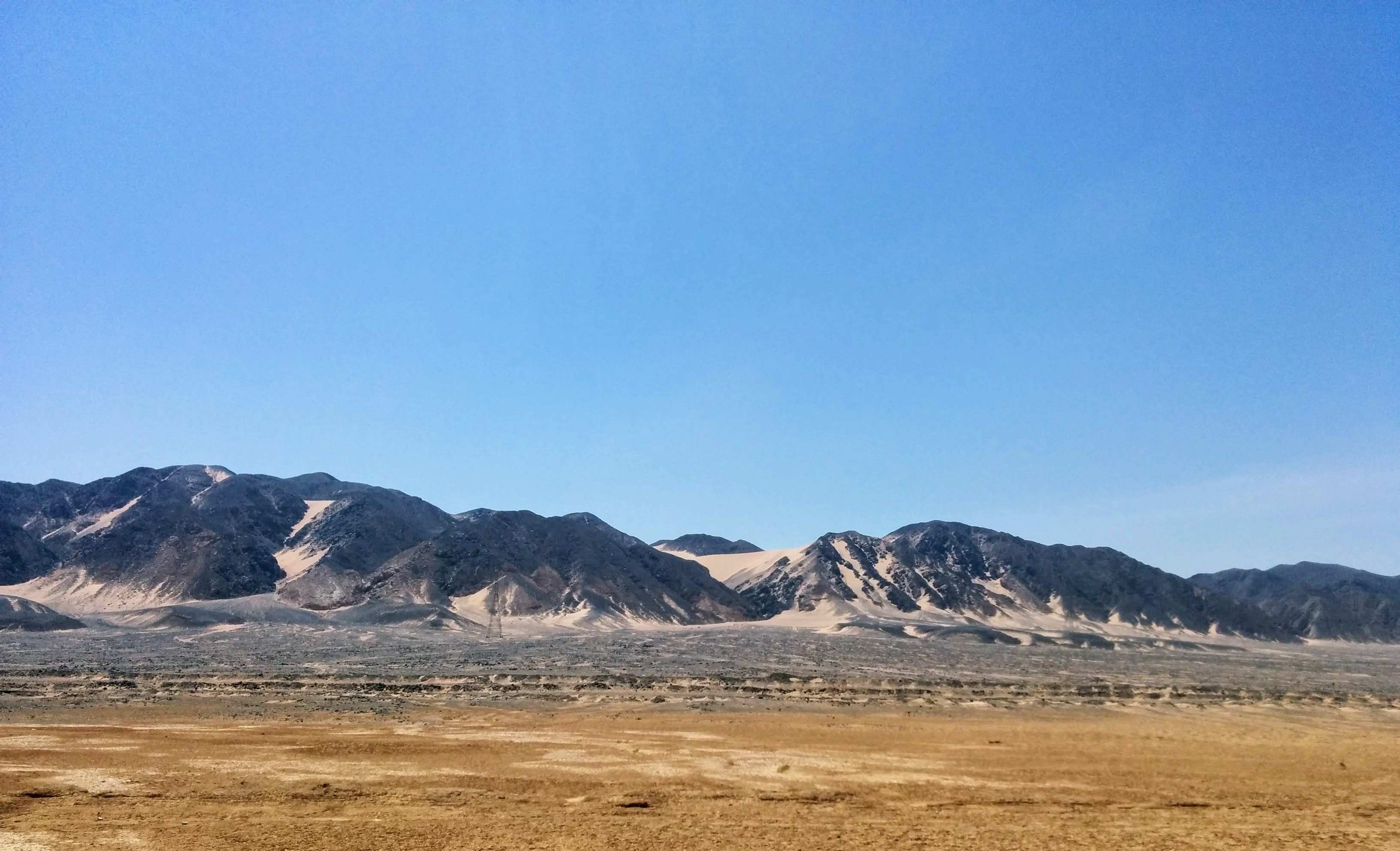
Montañas del Mar Rojo en Egipto

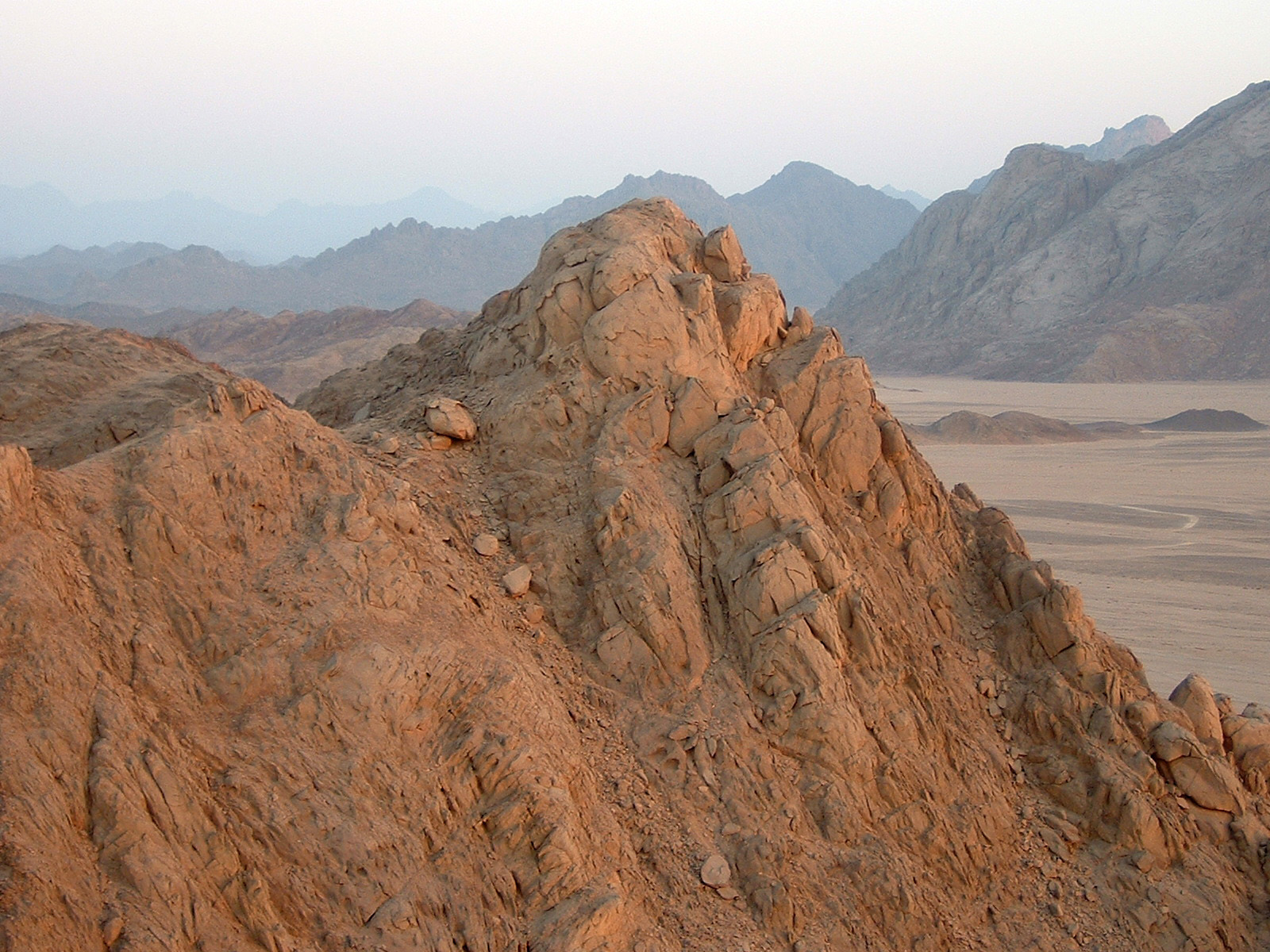
Vista más cercana de las áridas y rocosas colinas del Mar Rojo

Itbay (en árabe: اطبيه‎) o ʿAtbāy es una región del sureste de Egipto y el noreste de Sudán. Se caracteriza por una cadena de montañas, las montañas del Mar Rojo, que van de norte a sur, paralelas al Mar Rojo. Estas colinas separan la estrecha llanura costera del Desierto Oriental.

## Geología
Las montañas del Mar Rojo están compuestas por rocas volcánicas sedimentarias del Neoproterozoico expuestas del escudo arábigo-nubiano. Aunque la roca en sí tiene entre 550 y 900 millones de años, las montañas se crearon por orogénesis cuando se formó el Mar Rojo en el Oligoceno, hace solo unos 23 a 34 millones de años. Las montañas del Mar Rojo son, por lo tanto, parte de la misma formación que los montes Sarawat de Arabia Saudita y las montañas de la Península del Sinaí . Las montañas del Mar Rojo se elevan casi a 3000 metros (9842,5 pies) hoy, pero en el pasado eran mucho más altos. El levantamiento del Oligoceno provocó el rejuvenecimiento de sus arroyos y el aumento de la erosión eliminó la mayor parte de la piedra caliza y la arenisca para exponer la capa del zócalo.
Itbay es una región árida, recibiendo menos de 200 milímetros (7,9 plg) de lluvia cada año, con alta variabilidad. El río Barka, el más importante de los pocos arroyos estacionales que desembocan en el Mar Rojo, nace en las montañas del Mar Rojo de Sudán y desemboca en el mar en el delta de Tokar. En tiempos prehistóricos probablemente era un río permanente.

## Historia
En tiempos prehistóricos, las montañas del Mar Rojo eran probablemente el área donde se hablaba el idioma protocushita.
Las montañas del Mar Rojo son una fuente de pórfido, que se extraía ya en el cuarto milenio antes de Cristo.
La región está habitada por el pueblo beja que habla un idioma cusita y practica la pastoricia. Viven principalmente cerca de los lechos de ríos secos, wādīs, que desembocan estacionalmente en el mar y el Nilo, donde la vegetación es limitada. En la antigüedad, los beja eran conocidos como los blemios y su presencia en las montañas se detecta arqueológicamente por la presencia de cerámica del desierto oriental del siglo IV d. C. La cultura material de las montañas las ubica firmemente dentro de la esfera de influencia del antiguo Egipto. Se han encontrado extensos asentamientos mineros en Uadi Allaqi y Wadi Gabgaba. Los primeros blemios construyeron túmulos de plataforma (túmulos funerarios con la parte superior plana), y la aparición de cairns para marcar los entierros a finales de la Edad Media puede estar relacionado con la islamización de la región.